# Enslövs distrikt
Enslövs distrikt är ett distrikt i Halmstads kommun och Hallands län. 
Distriktet ligger nordost om Halmstad. 

## Tidigare administrativ tillhörighet
Distriktet inrättades 2016 och utgörs av en del av Enslövs socken i Halmstads kommun.
Området motsvarar den omfattning Enslövs församling hade 1999/2000 och fick 1957 efter utbrytning av Oskarströms församling.